# Edward Akufo-Addo
Edward Akufo-Addo (26 giugno 1906 – Accra, 17 luglio 1979) è stato un politico ghanese.
È stato membro del gruppo dei sei leader della United Gold Coast Convention (UGCC), unione politica che portò all'indipendenza del Ghana.
Dal 1966 al 1970 è stato Presidente della Corte suprema del Ghana.
Nell'agosto 1970 è diventato Presidente del Ghana, il quinto capo di Stato dall'indipendenza. Rimase in carica fino al gennaio 1972, quando fu deposto da un colpo di Stato.
È il padre di Nana Akufo-Addo.